# Civilization (série de jeux vidéo)
Pour les articles homonymes, voir Civilization.
 (mars 2014).
Si vous disposez d'ouvrages ou d'articles de référence ou si vous connaissez des sites web de qualité traitant du thème abordé ici, merci de compléter l'article en donnant les références utiles à sa vérifiabilité et en les liant à la section « Notes et références ».
Civilization est une série de jeux vidéo, généralement associée au nom du développeur Sid Meier, son concepteur. Cette série de jeux de stratégie au tour par tour (ou jeux 4X) commence en 1991 avec la sortie de Sid Meier's Civilization, conçu par Sid Meier et édité et développé par MicroProse. La série s'est développée principalement sur PC mais a connu des portages sur consoles (Civilization II sur PlayStation, Civilization Revolution I et II, Civilization VI et Civilization VII). À partir de 2001, la série est éditée par Infogrames et développé par Firaxis puis édité par 2K Games depuis 2005, à la suite de la disparition d'Infogrames.

## Système de jeu
Civilization propose au joueur de devenir le dirigeant d'un peuple et de le mener, généralement de 4000 avant Jésus-Christ jusqu'en l'an 2000 ou 2050 après Jésus-Christ. Pour cela, il doit construire des villes, des unités militaires, user de diplomatie, découvrir des technologies et faire des avancées sociales, jusqu'à remporter la victoire.

### Civilisations
La base de la série Civilization repose sur son large choix de civilisations. Par civilisation, on entend culture ayant marqué l'histoire par ses évènements, dirigeants, ou par son héritage artistique. Les civilisations possèdent chacune une ou des particularités qui les rendent uniques, comme une unité unique, un bâtiment unique ou encore un pouvoir spécial. Parmi les civilisations récurrentes, on peut citer la civilisation aztèque, chinoise, russe, ou encore zoulou.
Le tableau ci-contre récapitule l'apparition ou l'absence des civilisations présentes dans les différents jeux.
| Civilisations                  | Civilization | Civilization II | Civilization III | Civilization III: Play the World | Civilization III: Conquests | Civilization IV | Civilization IV: Warlords | Civilization IV: Beyond the Sword | Civilization Revolution | Civilization V | Civilization V: Gods and Kings | Civilization V: Brave New World | Civilization VI | Civilization VI: Rise and Fall | Civilization VI: Gathering Storm |
| Allemagne                      | Oui          | Oui             | Oui              | Oui                              | Oui                         | Oui             | Oui                       | Oui                               | Oui                     | Oui            | Oui                            | Oui                             | Oui             | Oui                            | Oui                              |
| Amérindiens                    | Non          | Non             | Non              | Non                              | Non                         | Non             | Non                       | Oui                               | Non                     | Non            | Non                            | Non                             | Non             | Non                            | Non                              |
| Angleterre                     | Oui          | Oui             | Oui              | Oui                              | Oui                         | Oui             | Oui                       | Oui                               | Oui                     | Oui            | Oui                            | Oui                             | Oui             | Oui                            | Oui                              |
| Arabie                         | Non          | Non             | Non              | Oui                              | Oui                         | Oui             | Oui                       | Oui                               | Oui                     | Oui            | Oui                            | Oui                             | Oui             | Oui                            | Oui                              |
| Assyrie                        | Non          | Non             | Non              | Non                              | Non                         | Non             | Non                       | Non                               | Non                     | Non            | Non                            | Oui                             | Non             | Non                            | Non                              |
| Australie                      | Non          | Non             | Non              | Non                              | Non                         | Non             | Non                       | Non                               | Non                     | Non            | Non                            | Non                             | Oui*            | Oui*                           | Oui*                             |
| Autriche                       | Non          | Non             | Non              | Non                              | Oui                         | Non             | Non                       | Non                               | Non                     | Non            | Oui                            | Oui                             | Non             | Non                            | Non                              |
| Aztèques                       | Oui          | Oui             | Oui              | Oui                              | Oui                         | Oui             | Oui                       | Oui                               | Oui                     | Oui            | Oui                            | Oui                             | Oui             | Oui                            | Oui                              |
| Babylone                       | Oui          | Oui             | Oui              | Oui                              | Oui                         | Non             | Non                       | Oui                               | Non                     | Oui*           | Oui*                           | Oui*                            | Oui             | Oui                            | Oui                              |
| Brésil                         | Non          | Non             | Non              | Non                              | Non                         | Non             | Non                       | Non                               | Non                     | Non            | Non                            | Oui                             | Oui             | Oui                            | Oui                              |
| Byzance                        | Non          | Non             | Non              | Non                              | Oui                         | Non             | Non                       | Oui                               | Non                     | Non            | Oui                            | Oui                             | Non             | Non                            | Non                              |
| Canada                         | Non          | Non             | Non              | Non                              | Non                         | Non             | Non                       | Non                               | Non                     | Non            | Non                            | Non                             | Non             | Non                            | Oui                              |
| Carthage                       | Non          | Oui             | Non              | Oui                              | Oui                         | Non             | Oui                       | Oui                               | Non                     | Non            | Oui                            | Oui                             | Non             | Non                            | Non                              |
| Celtes                         | Non          | Oui             | Non              | Oui                              | Oui                         | Non             | Oui                       | Oui                               | Non                     | Non            | Oui                            | Oui                             | Non             | Non                            | Non                              |
| Chine                          | Oui          | Oui             | Oui              | Oui                              | Oui                         | Oui             | Oui                       | Oui                               | Oui                     | Oui            | Oui                            | Oui                             | Oui             | Oui                            | Oui                              |
| Congo                          | Non          | Non             | Non              | Non                              | Non                         | Non             | Non                       | Non                               | Non                     | Non            | Non                            | Non                             | Oui             | Oui                            | Oui                              |
| Corée                          | Non          | Non             | Non              | Oui                              | Oui                         | Non             | Oui                       | Oui                               | Non                     | Oui*           | Oui*                           | Oui*                            | Non             | Oui                            | Oui                              |
| Cris                           | Non          | Non             | Non              | Non                              | Non                         | Non             | Non                       | Non                               | Non                     | Non            | Non                            | Non                             | Non             | Oui                            | Oui                              |
| Danemark                       | Non          | Non             | Non              | Non                              | Non                         | Non             | Non                       | Non                               | Non                     | Oui*           | Oui*                           | Oui*                            | Non             | Non                            | Non                              |
| Écosse                         | Non          | Non             | Non              | Non                              | Non                         | Non             | Non                       | Non                               | Non                     | Non            | Non                            | Non                             | Non             | Oui                            | Oui                              |
| Égypte                         | Oui          | Oui             | Oui              | Oui                              | Oui                         | Oui             | Oui                       | Oui                               | Oui                     | Oui            | Oui                            | Oui                             | Oui             | Oui                            | Oui                              |
| Espagne                        | Non          | Oui             | Non              | Oui                              | Oui                         | Oui             | Oui                       | Oui                               | Oui                     | Oui*           | Oui                            | Oui                             | Oui             | Oui                            | Oui                              |
| États-Unis                     | Oui          | Oui             | Oui              | Oui                              | Oui                         | Oui             | Oui                       | Oui                               | Oui                     | Oui            | Oui                            | Oui                             | Oui             | Oui                            | Oui                              |
| Éthiopie                       | Non          | Non             | Non              | Non                              | Non                         | Non             | Non                       | Oui                               | Non                     | Non            | Oui                            | Oui                             | Non             | Non                            | Non                              |
| France                         | Oui          | Oui             | Oui              | Oui                              | Oui                         | Oui             | Oui                       | Oui                               | Oui                     | Oui            | Oui                            | Oui                             | Oui             | Oui                            | Oui                              |
| Géorgie                        | Non          | Non             | Non              | Non                              | Non                         | Non             | Non                       | Non                               | Non                     | Non            | Non                            | Non                             | Non             | Oui                            | Oui                              |
| Grèce                          | Oui          | Oui             | Oui              | Oui                              | Oui                         | Oui             | Oui                       | Oui                               | Oui                     | Oui            | Oui                            | Oui                             | Oui             | Oui                            | Oui                              |
| Hittites                       | Non          | Non             | Non              | Non                              | Oui                         | Non             | Non                       | Non                               | Non                     | Non            | Non                            | Non                             | Non             | Non                            | Non                              |
| Hongrie                        | Non          | Non             | Non              | Non                              | Non                         | Non             | Non                       | Non                               | Non                     | Non            | Non                            | Non                             | Non             | Non                            | Oui                              |
| Huns                           | Non          | Non             | Non              | Non                              | Non                         | Non             | Non                       | Non                               | Non                     | Non            | Oui                            | Oui                             | Non             | Non                            | Non                              |
| Incas                          | Non          | Non             | Non              | Non                              | Non                         | Oui             | Oui                       | Oui                               | Non                     | Oui*           | Oui*                           | Oui*                            | Non             | Non                            | Oui                              |
| Inde                           | Oui          | Oui             | Oui              | Oui                              | Oui                         | Oui             | Oui                       | Oui                               | Oui                     | Oui            | Oui                            | Oui                             | Oui             | Oui                            | Oui                              |
| Indonésie                      | Non          | Non             | Non              | Non                              | Non                         | Non             | Non                       | Non                               | Non                     | Non            | Non                            | Oui                             | Oui             | Oui                            | Oui                              |
| Iroquois                       | Non          | Non             | Oui              | Oui                              | Oui                         | Non             | Non                       | Non                               | Non                     | Oui            | Oui                            | Oui                             | Non             | Non                            | Non                              |
| Japon                          | Non          | Oui             | Oui              | Oui                              | Oui                         | Oui             | Oui                       | Oui                               | Oui                     | Oui            | Oui                            | Oui                             | Oui             | Oui                            | Oui                              |
| Khmers                         | Non          | Non             | Non              | Non                              | Non                         | Non             | Non                       | Oui                               | Non                     | Non            | Non                            | Non                             | Oui             | Oui                            | Oui                              |
| Macédoine                      | Non          | Non             | Non              | Non                              | Non                         | Non             | Non                       | Non                               | Non                     | Non            | Non                            | Non                             | Oui*            | Oui*                           | Oui*                             |
| Mali                           | Non          | Non             | Non              | Non                              | Non                         | Oui             | Oui                       | Oui                               | Non                     | Non            | Non                            | Non                             | Non             | Non                            | Oui                              |
| Maoris                         | Non          | Non             | Non              | Non                              | Non                         | Non             | Non                       | Non                               | Non                     | Non            | Non                            | Non                             | Non             | Non                            | Oui                              |
| Mapuches                       | Non          | Non             | Non              | Non                              | Non                         | Non             | Non                       | Non                               | Non                     | Non            | Non                            | Non                             | Non             | Oui                            | Oui                              |
| Maroc                          | Non          | Non             | Non              | Non                              | Non                         | Non             | Non                       | Non                               | Non                     | Non            | Non                            | Oui                             | Non             | Non                            | Non                              |
| Mayas                          | Non          | Non             | Non              | Non                              | Oui                         | Non             | Non                       | Oui                               | Non                     | Non            | Oui                            | Oui                             | Non             | Non                            | Non                              |
| Mongolie                       | Oui          | Oui             | Non              | Oui                              | Oui                         | Oui             | Oui                       | Oui                               | Oui                     | Oui            | Oui                            | Oui                             | Non             | Oui                            | Oui                              |
| Norvège                        | Non          | Non             | Non              | Non                              | Non                         | Non             | Non                       | Non                               | Non                     | Non            | Non                            | Non                             | Oui             | Oui                            | Oui                              |
| Nubie                          | Non          | Non             | Non              | Non                              | Non                         | Non             | Non                       | Non                               | Non                     | Non            | Non                            | Non                             | Oui             | Oui                            | Oui                              |
| Ottomans                       | Non          | Non             | Non              | Oui                              | Oui                         | Non             | Oui                       | Oui                               | Non                     | Oui            | Oui                            | Oui                             | Non             | Non                            | Oui                              |
| Pays-Bas                       | Non          | Non             | Non              | Non                              | Oui                         | Non             | Non                       | Oui                               | Non                     | Non            | Oui                            | Oui                             | Non             | Oui                            | Oui                              |
| Perses                         | Non          | Oui             | Oui              | Oui                              | Oui                         | Oui             | Oui                       | Oui                               | Non                     | Oui            | Oui                            | Oui                             | Oui*            | Oui                            | Oui                              |
| Phénicie                       | Non          | Non             | Non              | Non                              | Non                         | Non             | Non                       | Non                               | Non                     | Non            | Non                            | Non                             | Non             | Non                            | Oui                              |
| Pologne                        | Non          | Non             | Non              | Non                              | Non                         | Non             | Non                       | Non                               | Non                     | Non            | Non                            | Oui                             | Oui*            | Oui                            | Oui                              |
| Polynésie                      | Non          | Non             | Non              | Non                              | Non                         | Non             | Non                       | Non                               | Non                     | Oui*           | Oui*                           | Oui                             | Non             | Non                            | Non                              |
| Portugal                       | Non          | Non             | Non              | Non                              | Oui                         | Non             | Non                       | Oui                               | Non                     | Non            | Non                            | Oui                             | Non             | Non                            | Non                              |
| Rome                           | Oui          | Oui             | Oui              | Oui                              | Oui                         | Oui             | Oui                       | Oui                               | Oui                     | Oui            | Oui                            | Oui                             | Oui             | Oui                            | Oui                              |
| Russie                         | Oui          | Oui             | Oui              | Oui                              | Oui                         | Oui             | Oui                       | Oui                               | Oui                     | Oui            | Oui                            | Oui                             | Oui             | Oui                            | Oui                              |
| Saint-Empire romain germanique | Non          | Non             | Non              | Non                              | Non                         | Non             | Non                       | Oui                               | Non                     | Non            | Non                            | Non                             | Non             | Non                            | Non                              |
| Scythie                        | Non          | Non             | Non              | Non                              | Non                         | Non             | Non                       | Non                               | Non                     | Non            | Non                            | Non                             | Oui             | Oui                            | Oui                              |
| Shoshones                      | Non          | Non             | Non              | Non                              | Non                         | Non             | Non                       | Non                               | Non                     | Non            | Non                            | Oui                             | Non             | Non                            | Non                              |
| Songhai                        | Non          | Non             | Non              | Non                              | Non                         | Non             | Non                       | Non                               | Non                     | Oui            | Oui                            | Oui                             | Non             | Non                            | Non                              |
| Siam                           | Non          | Non             | Non              | Non                              | Non                         | Non             | Non                       | Non                               | Non                     | Oui            | Oui                            | Oui                             | Non             | Non                            | Non                              |
| Sioux                          | Non          | Oui             | Non              | Non                              | Non                         | Non             | Non                       | Non                               | Non                     | Non            | Non                            | Non                             | Non             | Non                            | Non                              |
| Suède                          | Non          | Non             | Non              | Non                              | Non                         | Non             | Non                       | Non                               | Non                     | Non            | Oui                            | Oui                             | Non             | Non                            | Oui                              |
| Sumer                          | Non          | Non             | Non              | Non                              | Oui                         | Non             | Non                       | Oui                               | Non                     | Non            | Non                            | Non                             | Oui             | Oui                            | Oui                              |
| Venise                         | Non          | Non             | Non              | Non                              | Non                         | Non             | Non                       | Non                               | Non                     | Non            | Non                            | Oui                             | Non             | Non                            | Non                              |
| Vikings                        | Non          | Oui             | Non              | Oui                              | Oui                         | Non             | Oui                       | Oui                               | Non                     | Non            | Non                            | Non                             | Non             | Non                            | Non                              |
| Zoulous                        | Oui          | Oui             | Oui              | Oui                              | Oui                         | Non             | Oui                       | Oui                               | Oui                     | Non            | Non                            | Oui                             | Non             | Oui                            | Oui                              |

## Les jeux de la série
| 1991 | Civilization                               |
| 1992 |                                            |
| 1993 |                                            |
| 1994 | Colonization                               |
| 1995 | CivNet                                     |
| 1996 | Civilization II                            |
| 1996 | Civilization II: Conflicts in Civilization |
| 1997 | Civilization II: Fantastic Worlds          |
| 1998 |                                            |
| 1999 | Alpha Centauri                             |
| 1999 | Civilization II: Test of Time              |
| 2000 |                                            |
| 2001 | Civilization III                           |
| 2002 | Civilization III: Play the World           |
| 2003 | Civilization III: Conquests                |
| 2004 |                                            |
| 2005 | Civilization IV                            |
| 2006 | CivCity: Rome                              |
| 2006 | Civilization IV: Warlords                  |
| 2007 | Civilization IV: Beyond the Sword          |
| 2008 | Civilization Revolution                    |
| 2008 | Civilization IV: Colonization              |
| 2009 |                                            |
| 2010 | Civilization V                             |
| 2011 | Civilization World                         |
| 2012 | Civilization V: Gods and Kings             |
| 2013 | Civilization V: Brave New World            |
| 2014 | Civilization: Beyond Earth                 |
| 2014 | Civilization Revolution 2                  |
| 2015 | Rising Tide                                |
| 2016 | Civilization VI                            |
| 2017 |                                            |
| 2018 | Civilization VI: Rise and Fall             |
| 2019 | Civilization VI: Gathering Storm           |
| 2020 |                                            |
| 2021 |                                            |
| 2022 |                                            |
| 2023 |                                            |
| 2024 |                                            |
| 2025 | Civilization VII                           |

- Série principale
- Extensions
- Jeux apparentés

Si le premier épisode est sorti en 1991 (sur MS-DOS, puis Windows, Amiga, Macintosh, et Super Nintendo), il a connu de nombreuses suites, versions multijoueurs, et autres extensions :
- 1991 : Sid Meier's Civilization
- 1995 : Sid Meier's CivNet
- 1996 : Sid Meier's Civilization II ; Conflicts in Civilization (1996) - Fantastic Worlds (1997)
- 1998 : Civilization II: Multiplayer Gold Edition (incluant Civilization II ainsi que ses deux extensions, Conflicts in Civilization et Fantastic Worlds)
- 1999 : Civilization II: Test of Time
- 2003 : Sid Meier's Civilization III ; Conquests (2003) - Play the World (2003)
- 2005 : Sid Meier's Civilization IV ; Warlords (2006) - Beyond the Sword (2007) - Colonization (2008)
- 2008 : Sid Meier's Civilization Revolution
- 2010 : Sid Meier's Civilization V ; Gods and Kings (2012) - Brave New World (2013)
- 2011 : CivWorld
- 2014 : Sid Meier's Civilization Revolution 2
- 2014 : Sid Meier's Civilization: Beyond Earth ; Rising Tide (2015)
- 2016 : Sid Meier's Civilization VI ; Rise and Fall (2018) - Gathering Storm (2019)
- 2025 : Sid Meier's Civilization VII

## Les jeux apparentés

### Alpha Centauri
Sid Meier's Alpha Centauri et son extension Alien Crossfire sont sortis en 1999. Le jeu reprend le principe de Civilization, mais en le transposant dans le futur et sur une autre planète, et en y ajoutant bon nombre de nouveautés (parmi lesquelles un véritable scénario, une carte du monde en trois dimensions, la possibilité de personnaliser son gouvernement, ses unités, ou d'établir une sorte de Conseil des Nations. ).
Le jeu est la suite logique de Civilization, à la fin duquel le joueur peut envoyer des colons vers Alpha du Centaure. Alpha Centauri commence à l'instant où ces colons prennent possession de leur nouvelle planète. Le principe d'"idéologie" succède à celui de "peuple", puisque les différentes civilisations ne s'y définissent plus par leur origine, mais par leurs philosophie (capitaliste, communiste, écologiste, militaire, scientifique, etc.). On retrouvera quelques éléments du gameplay d'Alpha Centauri dans les épisodes ultérieurs de Civilization.

### Call to Power
Civilization: Call to Power est une franchise tout à fait distincte qui a été éditée par Activision en 1999 et portée sous GNU/linux par Loki entertainment software. Des mesures légales ont été prises par les détenteurs des droits d'auteur de Civilization contre Activision et l'utilisation du terme Civilization dans leur série Call to Power, si bien que l'épisode suivant s'appelle simplement Call to Power II (2000) sans référence à Civilization.
Une des principales différences entre les deux séries tient au fait que la chronologie de Call to Power ne s'arrête pas en 2050, mais propose au joueur de continuer sa partie bien plus loin dans le futur.

### Colonization
Sorti en 1994, Sid Meier's Colonization reprend certains principes de Civilization (notamment le tour-par-tour), en l'adaptant à l'histoire de la colonisation des Amériques (de 1500 à 1800).
Un remake, Sid Meier's Civilization IV: Colonization est paru en septembre 2008, basé sur une version améliorée du moteur de Civilization IV.

### FreeCol
FreeCol, proche dans son fonctionnement de Colonization, est un jeu indépendant et gratuit développé par une communauté de fans de la série.

### Freeciv
Freeciv, proche dans son fonctionnement de Civilization II, est un jeu indépendant et gratuit développé par une communauté de fans de la série.

### C-evo
C-evo, proche dans son fonctionnement de Civilization II, est un autre jeu indépendant et gratuit. Il ne s'attache toutefois pas à reproduire fidèlement Civilization, mais plutôt à l'améliorer.